# Barbella horridula
Barbella horridula är en bladmossart som beskrevs av Brotherus 1913. Barbella horridula ingår i släktet Barbella och familjen Meteoriaceae. Inga underarter finns listade i Catalogue of Life.